# Windarrie Pool
Der Windarrie Pool ist ein See im Westen des australischen Bundesstaates Western Australia. 
Der See liegt am Oberlauf des Lyons River zwischen Cobra Bungamall und Gifford. 